# Bent Viscaal
Bent Viscaal (Almelo, 18 settembre 1999) è un pilota automobilistico olandese, dopo quattro stagioni tra la Formula 3 e la Formula 2, dal 2022 è passato alle corse d'd'Endurance.

## Carriera

### Formule minori
Nel 2017 con il team MP Motorsport partecipa al Campionato SMP Formula 4 e al Campionato spagnolo di Formula 4, in entrambe le competizioni arriva secondo in classifica finale. Nel 2018 passa al team Teo Martìn Motorsport, con cui gareggia nell'Euroformula Open, dove conquista il secondo posto nella classifica finale e il primo nella classifica riservata ai rookie.

### Formula 3

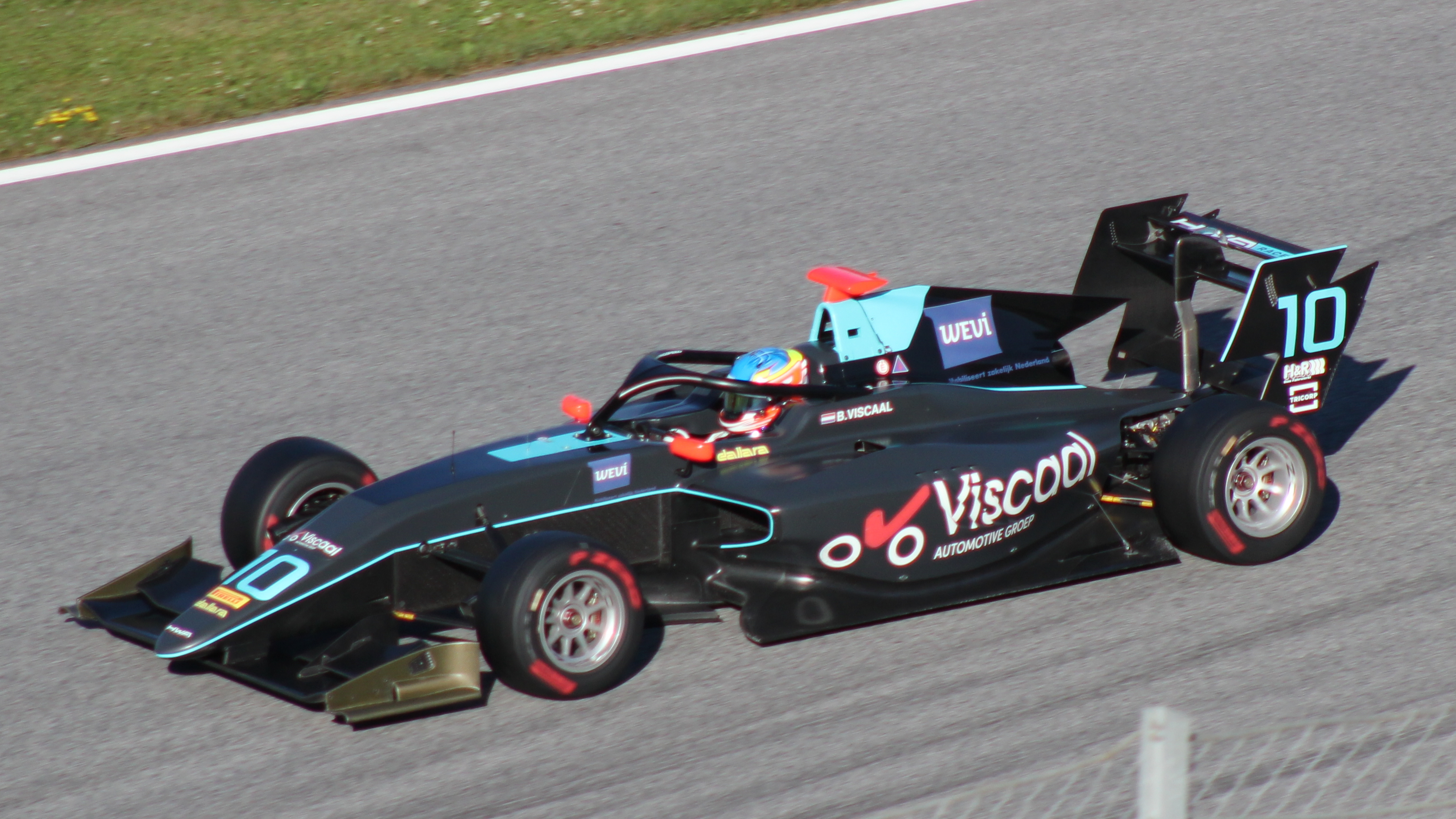
Viscaal in Formula 3

Nel 2019 Viscaal partecipa al Campionato FIA di Formula 3 2019 con il team tedesco HWA Racelab. Il suo primo anno in categoria non porta grandi successi e chiude la stagione senza arrivare a podio e con un quinto posto al Paul Ricard come suo migliore risultato, finendo quindicesimo in classifica finale.
L'anno seguente cambia team, ritorna al MP Motorsport e continua a correre nel Campionato di Formula 3, durante la stagione riesce a vincere una gara sul Circuito di Silverstone e salire sul podio in altre due occasioni. Chiude la stagione al tredicesimo posto in classifica.

### Formula 2

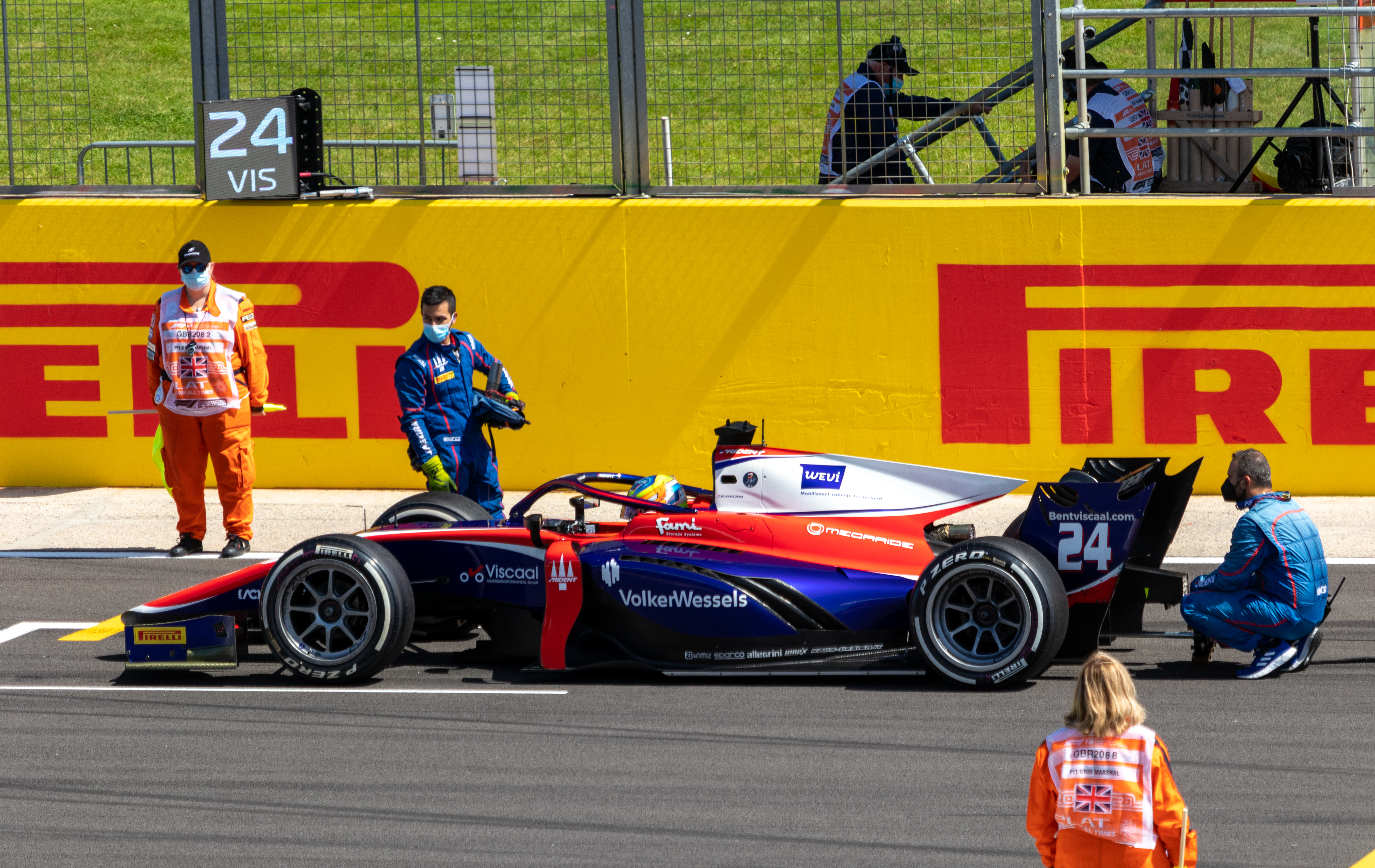
Viscaal sulla griglia di F2

Il primo marzo del 2021, la Trident Motorsport annuncia che Viscaal correrà le prime gare del campionato di Formula 2 in Bahrain. Dopo i buoni risultati nelle prime tre gare e nei test a Montmeló, dove l'ultimo giorno fa segnare il miglior tempo, la Trident conferma il pilota olandese per tutta la stagione di Formula 2 insieme a Marino Sato.
Riesce ad arrivare a punti per la prima volta nella seconda Sprint Race di Baku, con un ottimo quarto posto. Nella seconda gara di Monza ottiene il suo primo podio nella categoria arrivando secondo davanti al pilota indiano Jehan Daruvala. Si ripete a Jeddah conquistando il secondo posto dietro a Oscar Piastri. Chiude la stagione al 14º posto in classifica con 34 punti. 
Nel 2022 non viene confermato dal team e non trova un altro sedile nella serie e passa alle corse Endurance.

### Endurance

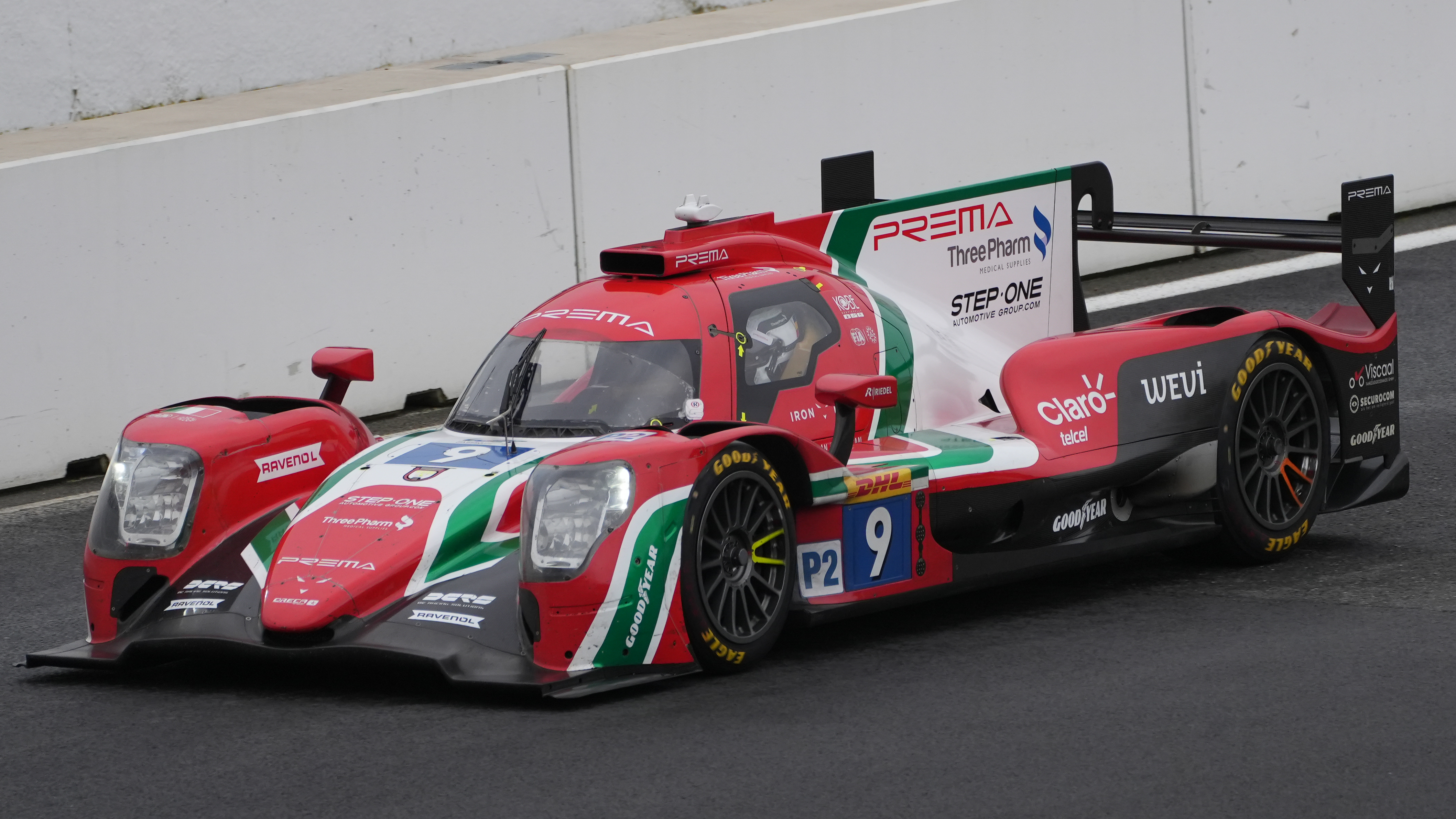
Viscaal durante la 6 ore di Spa 2023 con il team Prema

Nel 2022 Viscaal passa alle corse di durata, viene scelto insieme a Sophia Flörsch dal team portoghese, Algarve Pro Racing. Nella prima gara stagione, la 4 Ore di Le Castellet il duo chiude secondo dietro il team Prema Racing. Lo stesso anno partecipa con il team ARC Bratislava alla 6 Ore di Spa-Francorchamps e la 24 Ore di Le Mans. Per la stagione 2023, Viscaal passa al Campionato del mondo endurance con il team Prema Racing, l'olandese divide l'Oreca 07 nella classe LMP2 con Juan Manuel Correa, Andrea Caldarelli e Filip Ugran.
Nel 2024 prende parte all'European Le Mans Series, correndo nella classe LMP2 Pro-Am con il team Proton Competition. Esordisce inoltre in Hypercar, condividendo la Porsche 963 con Gianmaria Bruni nel round di Laguna Seca del Campionato IMSA WeatherTech SportsCar.

## Risultati

### Riassunto della carriera
| Stagione | Categoria                         | Team                        | Gare | Vittorie | Pole | GPV | Podi | Punti | Pos. |
| -------- | --------------------------------- | --------------------------- | ---- | -------- | ---- | --- | ---- | ----- | ---- |
| 2017     | SMP F4 Championship               | MP Motorsport               | 21   | 3        | 0    | 1   | 8    | 218   | 2º   |
| 2017     | F4 Spanish Championship           | MP Motorsport               | 19   | 5        | 3    | 8   | 13   | 266   | 2º   |
| 2018     | Euroformula Open                  | Teo Martín Motorsport       | 16   | 1        | 4    | 2   | 12   | 240   | 2º   |
| 2018     | Campionato spagnolo di Formula 3  | Teo Martín Motorsport       | 6    | 0        | 1    | 1   | 5    | 104   | 2º   |
| 2019     | Campionato di Formula 3           | HWA Racelab                 | 16   | 0        | 0    | 0   | 0    | 10    | 15º  |
| 2019–20  | MRF Challenge Formula 2000        | MRF Racing                  | 4    | 2        | 0    | 2   | 3    | 72    | 11º  |
| 2020     | Campionato di Formula 3           | MP Motorsport               | 18   | 1        | 0    | 1   | 2    | 40    | 13º  |
| 2021     | Campionato di Formula 2           | Trident Racing              | 23   | 0        | 0    | 0   | 2    | 34    | 14º  |
| 2022     | European Le Mans Series           | G-Drive Racing              | 6    | 0        | 0    | 0   | 1    | 37    | 9º   |
| 2022     | Mondiale endurance - LMP2         | ARC Bratislava              | 2    | 0        | 0    | 0   | 0    | 0     | 26º  |
| 2023     | Mondiale endurance -LMP2          | Prema Racing                | 7    | 0        | 0    | 0   | 0    | 57    | 10°  |
| 2023     | ELMS - LMP2 Pro-Am                | Algarve Pro Racing          | 2    | 0        | 0    | 0   | 0    | 27    | 14°  |
| 2023     | ELMS - LMP2 Pro-Am                | Proton Competition          | 2    | 0        | 0    | 0   | 0    | 27    | 14°  |
| 2024     | ELMS - LMP2 Pro-Am                | Proton Competition          | 2    | 0        | 2    | 0   | 1    | 30*   |      |
| 2024     | IMSA SportsCar Championship - GTP | WeatherTech - Proton Racing | 3    | 0        | 0    | 0   | 0    | 736*  |      |

* Stagione in corso

### Risultati in Euroformula Open
(legenda) (Le gare in grassetto indicano la pole position) (Le gare in corsivo indicano Gpv)
| Stagione | Team                  | 1   | 2   | 3   | 4   | 5   | 6   | 7   | 8   | 9   | 10  | 11  | 12  | 13  | 14  | 15  | 16  | Punti | Pos. |
| -------- | --------------------- | --- | --- | --- | --- | --- | --- | --- | --- | --- | --- | --- | --- | --- | --- | --- | --- | ----- | ---- |
| 2018     | Teo Martín Motorsport | EST | EST | LEC | LEC | SPA | SPA | HUN | HUN | SIL | SIL | MNZ | MNZ | JER | JER | CAT | CAT | 246   | 2º   |
| 2018     | Teo Martín Motorsport | 5   | 3   | 2   | 7   | 5   | 3   | 2   | 2   | 2   | 1   | Rit | 2   | 2   | 2   | 3   | 2   | 246   | 2º   |

### Risultati completi di Formula 3
(legenda) (Le gare in grassetto indicano la pole position) (Le gare in corsivo indicano Gpv)
| Stagione | Team          | 1    | 2    | 3    | 4    | 5   | 6   | 7    | 8    | 9    | 10   | 11  | 12  | 13  | 14  | 15  | 16  | 17  | 18  | Punti | Pos. |
| -------- | ------------- | ---- | ---- | ---- | ---- | --- | --- | ---- | ---- | ---- | ---- | --- | --- | --- | --- | --- | --- | --- | --- | ----- | ---- |
| 2019     | HWA Racelab   | CAT  | CAT  | LEC  | LEC  | RBR | RBR | SIL  | SIL  | HUN  | HUN  | SPA | SPA | MNZ | MNZ | SOC | SOC |     |     | 10    | 15º  |
| 2019     | HWA Racelab   | 13   | 13   | 5    | 20   | 13  | Rit | 22   | 20   | 19   | 20   | 20  | 14  | 17  | 27  | Rit | 17  |     |     | 10    | 15º  |
| 2020     | MP Motorsport | RBR1 | RBR1 | RBR2 | RBR2 | HUN | HUN | SIL1 | SIL1 | SIL2 | SIL2 | CAT | CAT | SPA | SPA | MNZ | MNZ | MUG | MUG | 40    | 13º  |
| 2020     | MP Motorsport | 11   | 11   | 20   | 16   | 3   | 17  | Rit  | 16   | 8    | 1    | Rit | 20  | 23  | 16  | 8   | DSQ | Rit | 20  | 40    | 13º  |

### Risultati in Formula 2
(legenda) (Le gare in grassetto indicano la pole position) (Le gare in corsivo indicano Gpv)
| Stagione | Squadra | 1   | 2   | 3   | 4   | 5   | 6   | 7   | 8   | 9   | 10  | 11  | 12  | 13  | 14  | 15  | 16  | 17  | 18  | 19  | 20  | 21  | 22  | 23  | 24  | Punti | Pos. |
| -------- | ------- | --- | --- | --- | --- | --- | --- | --- | --- | --- | --- | --- | --- | --- | --- | --- | --- | --- | --- | --- | --- | --- | --- | --- | --- | ----- | ---- |
| 2021     | Trident | BHR | BHR | BHR | MON | MON | MON | BAK | BAK | BAK | SIL | SIL | SIL | ITA | ITA | ITA | SOC | SOC | SOC | JED | JED | JED | YMC | YMC | YMC | 34    | 14º  |
| 2021     | Trident | 11  | 12  | 17  | 14  | 11  | 11  | 10  | 4   | 17  | 16  | Rit | 13  | 7   | 2   | 16  | Rit | C   | Rit | 9   | 2   | 12  | 13  | 10  | 12  | 34    | 14º  |

### Risultati nel ELMS
| Anno    | Squadra            | Classe      | Vettura  | PAU | IMO | MON | BAR | SPA | POR | Punti | Pos. |
| ------- | ------------------ | ----------- | -------- | --- | --- | --- | --- | --- | --- | ----- | ---- |
| 2022    | Algarve Pro Racing | LMP2        | Oreca 07 | 2   | 8   | 10  | 12  | 8   | 5   | 37    | 9º   |
| Anno    | Squadra            | Classe      | Vettura  | BAR | LEC | ARA | SPA | POR | ALG | Punti | Pos. |
| 2023    | Proton Competition | LMP2 Pro/Am | Oreca 07 |     |     | 4   | 6   | Rit | 7   | 27    | 14º  |
| Anno    | Squadra            | Classe      | Vettura  | BAR | LEC | IMO | SPA | MUG | ALG | Punti | Pos. |
| 2024    | Proton Competition | LMP2 Pro/Am | Oreca 07 | 5   | 2   | 8   | 2   | 3   | 1   | 95    | 3°   |
| Legenda |                    |             |          |     |     |     |     |     |     |       |      |

*Stagione in corso.

### Risultati nel WEC
| Anno    | Squadra        | Classe | Vettura  | SEB | SPA | LMS | MON | FUJ | BHR |     | Punti | Pos. |
| ------- | -------------- | ------ | -------- | --- | --- | --- | --- | --- | --- | --- | ----- | ---- |
| 2022    | ARC Bratislava | LMP2   | Oreca 07 |     | Rit | 12  |     |     |     |     | 0     | 26º  |
| Anno    | Squadra        | Classe | Vettura  | SEB | ALG | SPA | LMS | MON | FUJ | BHR | Punti | Pos. |
| 2023    | Prema Racing   | LMP2   | Oreca 07 | 7   | 6   | 4   | 10  | 9   | 8   | 4   | 57    | 10°  |
| Legenda |                |        |          |     |     |     |     |     |     |     |       |      |

### Risultati nell'IMSA
(legenda) (Le gare in grassetto indicano la pole position) (Gare in corsivo indicano Gpv)
| Anno    | Squadra            | Classe | Vettura     | 1   | 2   | 3   | 4      | 5     | 6     | 7     | 8   | 9   | Punti | Pos. |
| ------- | ------------------ | ------ | ----------- | --- | --- | --- | ------ | ----- | ----- | ----- | --- | --- | ----- | ---- |
| 2024    | Proton Competition | GTP    | Porsche 963 | DAY | SEB | LBH | LGA 10 | DET 9 | WGL 7 | ELK 5 | IMS | PET | 1024* |      |
| Legenda |                    |        |             |     |     |     |        |       |       |       |     |     |       |      |

*Stagione in corso.

### Risultati 24 Ore di Le Mans
| Anno | Team               | Co-Pilota                        | Auto            | Classe | Giri | Pos. | Class Pos. |
| ---- | ------------------ | -------------------------------- | --------------- | ------ | ---- | ---- | ---------- |
| 2022 | ARC Bratislava     | Miroslav Konôpka Tristan Vautier | Oreca 07-Gibson | LMP2   | 360  | 26º  | 21º        |
| 2023 | Prema Team         | Juan Manuel Correa Filip Ugran   | Oreca 07-Gibson | LMP2   | 310  | 34º  | 16º        |
| 2024 | Proton Competition | Macéo Capietto Jonas Ried        | Oreca 07-Gibson | LMP2   | 86   | Rit  | Rit        |
| 2025 | Proton Competition | René Binder Giorgio Roda         | Oreca 07-Gibson | LMP2   | 365  | 23°  | 6°         |